# Battaglia di Huaqui
La battaglia di Huaqui, o battaglia di Guaqui, (chiamata anche battaglia del Desaguadero), combattuta il 20 giugno 1811 nell'ambito delle guerre d'indipendenza ispanoamericana, fu uno scontro armato combattuto tra un esercito allestito dalla giunta installatasi a Buenos Aires in seguito alla Rivoluzione di Maggio e le forze leali alla Corona di Spagna rimaste fedeli al Viceré del Perù.
La battaglia fu combattuta nei pressi di Guaqui, in Alto Perù, vicino alle rive del fiume Desaguadero, e vide la completa vittoria delle truppe realiste. In seguito ad essa, l'esercito patriota fu costretto ad abbandonare precipitosamente l'intero territorio dell'Alto Perù.

## Antefatti
La vittoria dei patrioti nella battaglia di Suipacha aveva lasciato nelle mani dei rivoluzionari il territorio dell'intero Alto Perù: mentre José Manuel de Goyeneche, comandante dell'esercito realista, radunava le sue truppe nei pressi del lago Titicaca, più a sud le città cominciarono a ribellarsi agli spagnoli.
Il 9 novembre 1810, a Potosí un'assemblea depose il governatore Francisco de Paula Sanz, mentre il 13 novembre si ribellò la città di Chuquisaca; il giorno seguente, le truppe di Esteban Arze, che con Francisco del Rivero aveva deposto le autorità spagnole di Cochabamba il 14 settembre, sconfissero il colonnello Fermín Pierola nella battaglia di Aroma. Qualche giorno dopo anche La Paz si pronunciò a favore della giunta rivoluzionaria di Buenos Aires. Juan Ramírez Orozco, comandante delle truppe spagnole nell'Alto Perù, si vide così costretto a ritirarsi sul fiume Desaguadero, emissario del Titicaca, per unire le sue forze a quelle di Goyeneche.
Gli avvenimenti avevano lasciato padrone della situazione Juan José Castelli, inviato della giunta rivoluzionaria di Buenos Aires, che, alla testa dell'esercito patriota, spogliò la città di Potosí delle sue riserve finanziarie per poi fermarsi quattro mesi a Chuquisaca, mentre il suo collaboratore Bernardo de Monteagudo riuscì a rendersi inviso alla parte più tradizionalista della popolazione a causa del suo acceso giacobinismo. La sconfitta, a Buenos Aires, della fazione più radicale della giunta, capeggiata da Mariano Moreno, nei confronti di quella più moderata, che aveva come propria figura di riferimento Cornelio Saavedra, ebbe inoltre delle ripercussioni sullo stesso esercito patriota: mentre Castelli, Monteagudo e il comandante militare Antonio González de Balcarce erano stati da sempre vicini a Moreno, dall'altra parte importanti ufficiali come Juan José Viamonte e Francisco del Rivero, comandante quest'ultimo dei ribelli di Cochabamba, parteggiavano apertamente per Saavedra. Tale situazione provocò profonde divisioni all'interno delle truppe.
Dal suo accampamento di Laja, Castelli aprì dei negoziati per proporre un armistizio di 40 giorni, che fu firmato da Goyeneche, su indicazione del cabildo di Lima, il 14 maggio 1811 e ratificato dallo stesso Castelli due giorni dopo. La speranza del comandante patriota era quella di riuscire a sollevare le popolazioni del Perù dietro le linee nemiche, mentre i realisti confidavano nell'aiuto del nuovo viceré designato del Río de la Plata, Francisco Javier de Elío, appena giunto a Montevideo, da dove avrebbe potuto soffocare con l'aiuto delle truppe portoghesi la rivolta di Buenos Aires. Il 25 maggio 1811, per festeggiare l'anniversario della Rivoluzione di Maggio, Castelli proclamò a Tiahuanaco l'abolizione della schiavitù e il diritto di cittadinanza per tutti gli indigeni.
Nonostante l'armistizio, entrambe le parti in campo avevano in realtà deciso di attaccare. Nei giorni successivi alla firma dell'accordo si ebbero diverse scaramucce. A seguito di questi episodi Castelli fece avanzare l'esercito verso il fiume Desaguadero, linea di separazione tra i due belligeranti.

## La battaglia
L'esercito patriota era diviso in due tronconi separati tra di loro da una catena montuosa; la valle di Yuraicoragua permetteva la comunicazione tra di essi. Sul versante destro, vicino alle sponde del lago Titicaca, nei pressi del villaggio di Huaqui si trovava il quartier generale, con il comandante militare della spedizione, Antonio González de Balcarce; su quello sinistro, vicino al fiume Desaguadero, due divisioni, comandate da Juan José Viamonte ed Eustoquio Díaz Vélez, erano appoggiate alla riva sinistra del fiume.
Il 19 giugno, prima del termine dell'armistizio, Goyeneche mosse il suo esercito prendendo il controllo del Puente del Inca (“Ponte dell'Inca”), oltrepassò il fiume e si avvicinò da nord alle postazioni nemiche. Le truppe realiste furono divise in tre colonne; quella di destra fu affidata al comando di Ramírez Orozco, mentre a capo dell'ala sinistra si pose lo stesso Goyeneche. Al centro, sulle alture, la terza colonna fu affidata al colonnello Pío Tristán.
Alla notizia dell'attacco, Balcarce lasciò l'accampamento di Huaqui per contrastare l'avanzata realista, mentre Viamonte e Díaz Vélez avanzarono da Jesús de Machaca; alle sette di mattina del 20 giugno 1811 ebbe luogo il primo scontro tra questa parte dello schieramento e la colonna realista di Ramírez Orozco. Poco dopo, all'altro capo della valle, anche l'ala destra dell'esercito patriota fu impegnata in combattimento dalla colonna di Goyeneche.
La colonna realista di sinistra impegnò per due ore l'esercito patriota, fino a quando l'arrivo di Pío Tristán, che era riuscito ad occupare le alture, colse sul fianco i rivoluzionari a guardia di Huaqui, che furono costretti alla fuga. Nell'altra parte dello schieramento,  Viamonte e Díaz Vélez resistettero più a lungo all'attacco di Ramírez, fino a quando le truppe patriote si sbandarono all'accorgersi dell'imminente sconfitta.
L'esercito indipendentista abbandonò parte dell'artiglieria e degli equipaggiamenti, trasformando la ritirata in una rotta. Solo novecento soldati rioplatensi riuscirono a giungere a Potosí, mentre tra gli insorti dell'Alto Perù la sola cavalleria di Cochabamba, comandata da Francisco del Rivero, riuscì a rientrare con un certo ordine nella propria città di origine.

## Conseguenze
All'arrivo della notizia del disastro la Giunta Grande vide in pericolo la Rivoluzione e inviò in Alto Perù il suo stesso presidente, Cornelio Saavedra, con lo scopo di riorganizzare l'esercito. Rimasta priva del suo elemento di maggior spicco, fu costretta a subire gli attacchi del cabildo di Buenos Aires, nel quale avevano preso potere gli oppositori al governo. Lo scontro tra i due organismi portò infine alla creazione del Primo Triumvirato, con lo scopo di concentrare il potere in un numero più ristretto di persone e poter così affrontare meglio le difficoltà.
Sul piano militare, Goyeneche, nominato dopo la vittoria conte di Huaqui, passò alla controffensiva nell'Alto Perù approfittando dello sbando dell'esercito patriota; le forze realiste occuparono in breve Oruro e La Paz, mentre il 13 agosto le forze di Francisco del Rivero furono sconfitte a Sipesipe. Pochi giorni dopo, lo stesso Rivero passò sotto il comando di Goyeneche, consegnando la città di Cochabamba. Mentre l'esercito patriota si riorganizzava a Salta agli ordini del nuovo comandante, Juan Martín de Pueyrredón, l'avanzata realista fu invece frenata dalla sollevazione di alcune tribù di indios.
La situazione di pericolo imminente indusse il Primo Triumvirato a negoziare una tregua con Elío nella Banda Oriental; allo stesso tempo, il governo rivoluzionario ordinò a Manuel Belgrano, che aveva sostituito Pueyrredón al comando dell'Esercito del Nord, di ritirarsi verso Rosario, rallentando il più possibile l'avanzata di Goyeneche. Contravvenendo agli ordini, Belgrano decise di resistere a Tucumán, dove riuscì inaspettatamente ad arrestare l'avanzata lealista il 25 settembre 1812.